# Давид Бабунски
Давид Бабунски (Скопље, 1. март 1994) је македонски фудбалер. Играч је средине терена.
Син је Бобана Бабунског, бившег македонског фудбалера. Чукунунук је Јована Бабунског, српског четничког војводе.

## Трофеји

### Црвена звезда
- Суперлига Србије (1) : 2015/16.